# Hendrik Riehemann
Hendrik Riehemann (* 1974 in Osnabrück) ist ein deutscher Schauspieler, Komponist und ausgebildeter Sänger in den Bereichen Klassik, Jazz und Pop- sowie Rock-Musik.

## Leben
Riehemann spielt Schlagzeug, Keyboard, Bass und Gitarre. Er komponiert und produziert Musik aus allen Bereichen, etwa Bühnenmusik, Filmmusik und Musik vor allem im Genre Pop-Rock. Sein Künstlername Henry John leitet sich aus seinen beiden Vornamen (Hendrik Johannes) ab. Zudem leitet er verschiedene Projekte und Bands vor allem in Bremen und Hamburg. So singt er etwa in der Hamburger Big Band get grooved Funk-, Jazz- und Soulstücke, komponiert, spielt und singt in der  Sir Henry Band und war, bis zu ihrer Auflösung 2014, Sänger, Schlagzeuger und musikalischer Leiter der Beatles-Tribute-Band Abbey Tunes. Von 2014 bis 2017 sang er bei der Big Band Berne Stücke von Frank Sinatra, Robbie Williams, Michael Bublé etc.
Seine professionelle Schauspielerkarriere begann er im Alter von 10 Jahren an den Städtischen Bühnen Osnabrück in dem Stück Leben des Galilei von Bertolt Brecht, in dem er neben Barbara Auer und Bernhard Baier spielte. Mit 12 Jahren stand er für die ZDF-Produktion „Der Krähenbaum“ das erste Mal vor der Kamera. Nach dem Abitur 1994 spielte er drei Jahre an den Städtischen Bühnen in Opern-, Operetten- und Theaterproduktionen im „Großen Haus“. Nach dem Abschluss seines Studiums spielte er in verschiedenen Kurzfilmen, Musikvideos und Schauspielproduktionen, u. a. für den NDR mit.
Während seiner Arbeit als Redakteur und Moderator beim OS-Radio zwischen 1997 und 2004 lernte Riehemann Dennis Rohling und Michael Eickhorst kennen, die ihn im Rahmen ihrer ersten humorvoll-sarkastischen und ehrgeizigen Hörspielproduktionen an eine Tätigkeit als Sprecher heranführten. Riehemann war schon kurz nach der Gründung ihres Hörspielverlages als professioneller Sprecher festes Mitglied im Ensemble des Hörplanet. Seitdem spricht er regelmäßig beim Hörplanet oder anderen Hörspiellabels, darunter EUROPA, etwa für die Drei ??? - Kids, Rollen ein. Auch bei anderen Gelegenheiten übernimmt er Sprecherrollen, etwa bei Kino- und Fernsehwerbespots, Apps, Computerspielen oder in Hörbüchern. Daneben ist er in verschiedenen Projekten tätig, u. a. in der Musical-Produktion „Käpt'n Hakenhand“.
Riehemann ist Rechtsanwalt und lebt in Hamburg.

## Rollen in Hörspielen
- Die drei ??? Kids – Folge 47: Falsche Fußball-Freunde
- 2114 (1) – der Anschlag: Wachmann
- Die Legende von Mythrâs (2) – Ewiges Sterben: Rebell
- Holger, die Hörspielgurke – Holger Sammlerbox Folgen 1-4: Badgreed-Sprecher; Baal
- Holgers Weltreisen (3) – Holger in Istanbul: Kommissar Sükür
- Lady Bedfort (2) und das Haus an der Witwenkreuzung: Doktor Hardington
- Lady Bedfort (3) und der Tod auf der Weide: McCleery
- Lady Bedfort (6) und der Fang der Fischer: Fischer
- Lady Bedfort (8) und das Vermächtnis des Eisanglers: Franky Torrio
- Lady Bedfort (11) und die letzte Fahrt des Mr. Goodwin: Ben Harper
- Lady Bedfort (13) und der Mord im Dunkeln: Michael Harris
- Lady Bedfort (17) und der Fluch von Loveham Hall: Colin Carter
- Lady Bedfort (19) und das Mörderspiel 1: David Howard
- Lady Bedfort (20) und das Mörderspiel 2: David Howard
- Lady Bedfort (25) und die Trauer der Zigeuner: Polizist
- Lady Bedfort (26) und die Täuschung im Zug: Malcolm Brooks
- Lady Bedfort (34) und die roten Falken: Carl Rieck
- Lady Bedfort (35) und die Katzen von Broughton: Alan Frowd
- Lady Bedfort (36) und der Tote im Kanal: Steve Marsh
- Lady Bedfort (38) und der Fund im Loch Ness: Greg Wyatt
- Lady Bedfort (43) und die ewige Ruhe: Julius Filby
- Lady Bedfort (45) und der mysteriöse Verlobte: Rick Nyman
- Ordensschwester Amélie (6) – Eiskalt: Gouffre
- Rettungskreuzer Ikarus (1) – Die Feuertaufe: Losian
- Rettungskreuzer Ikarus (2) – Das weiße Raumschiff: Losian
- Rettungskreuzer Ikarus (3) – Der Gott der Danari: Losian